# Canal d'Agra
El canal d'Agra és un canal de rec de gran importància situat prop de Delhi i els districtes de Gurgaon, Muttra i Agra. També arribava al principat de Bharatpur avui al Rajasthan. Rep l'aigua del riu Jumna a Okla a uns 15 km de Delhi i corre paral·lel al Jumna.
Fou inaugurat el març de 1874 i irriga una àrea de 376.000 acres als districtes de Gurgaon, Muttra i Agra i el principat de Bharatpur. Mesura 225 km en la branca principal i 503 km a les secundàries.